# Herzogtum Großpolen

Wappen des Herzogtums Großpolen

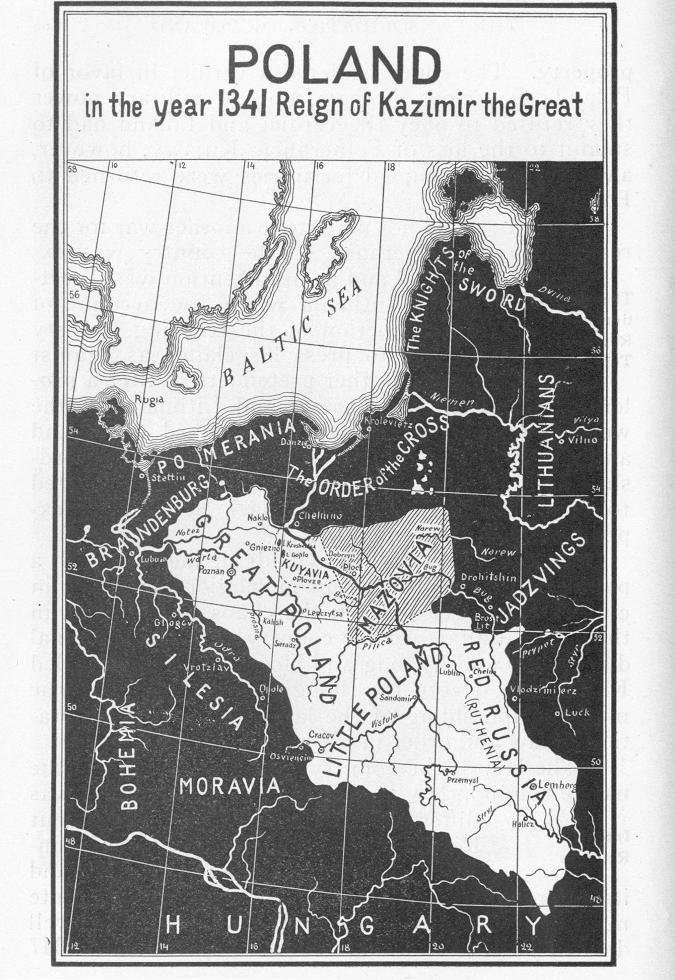
Herzogtum Großpolen als Teil des Königreichs Polen in den Grenzen von 1341

Das Herzogtum Großpolen entstand im 12. Jahrhundert auf dem Gebiet des heutigen Großpolens nach der Erbteilung des Königreichs Polen 1138 in Teilherzogtümer durch das Testament von Herzog Bolesław III. Schiefmund.

## „Polonia“ und „Polonia Magna“
Großpolen (poln. Wielkopolska) war ursprünglich die Keimzelle des westslawischen Stammes der Polanen und ursprünglich Kerngebiet des polnischen Staates, im Einzugsgebiet der Warthe mit den Hauptfesten Posen und Gnesen. Mit der Einbeziehung immer weiterer Gebiete in den polnischen Staatsverband entstand im 13. Jahrhundert die Notwendigkeit, die Bezeichnung „Polonia“ für die alte Stammesprovinz der Polanen durch die Hinzufügung eines Epitheton als „Polonia Magna“ im Sinne von „Polonia maior“ (älteres Polen) von den Neuerwerbungen zu unterscheiden. Doch wurde auch später noch das Wort „Polen“ nur im Sinne von Großpolen verwendet. So führte im 14. Jahrhundert Kasimir der Große in seinem Herrschertitel „Polen“ (= Großpolen) als eines seiner Länder, neben Krakau, Sandomir und Kujawien.

## Geschichte
Erster Herzog von Großpolen wurde Mieszko, einer der Söhne von Boleslaw Schiefmund. Er war der Begründer der großpolnischen Linie der Piasten. In der zweiten Hälfte des 12. Jahrhunderts erlag das Herzogtum dem feudalen Partikularismus. In der Folge entstanden drei Teilherrschaften (Herzogtum Posen, Herzogtum Gnesen, Herzogtum Kalisz) und damit eine politische Schwächung der Region. Bedingt durch das entstandene Machtvakuum gerieten die großpolnischen Herzogtümer in der ersten Hälfte des 13. Jahrhunderts bis zur Mongoleninvasion von 1241 in den Einflussbereich der Schlesischen Piasten. 
Alle drei Teilherrschaften (Herzogtümer) wurden 1279 unter Herzog Przemysław vereinigt. Dieser plante eine Einigung des politisch zersplitterten Polen unter seiner Führung. Seine Krönung zum polnischen König 1295 sollte seine Autorität und Vormachtstellung im Kampf gegen konkurrierende Nebenlinien der Piasten-Dynastie und Herzog Wenzel von Böhmen einstweilen stärken. Ein Jahr darauf starb er infolge einer Adelsverschwörung, die im Bündnis mit den Markgrafen von Brandenburg und dem Königreich Böhmen stand. Mit Przemysław starb die großpolnische Linie der Piasten im Mannesstamm aus.   
In den Jahren zwischen 1296 und 1314 unterstand das Herzogtum verschiedenen Herrschern, bis sich schließlich Herzog Władysław I. Ellenlang in Großpolen ab 1314 als Landesherr endgültig durchsetzte.
Das Herzogtum wurde als feudales Herrschaftsterritorium aufgelöst und 1320 in zwei Wojewodschaften eingeteilt: eine mit Sitz in Posen, die andere in Kalisch (Palatinatus Posnaniensis und Palatinatus Calisiensis). Die Wojewodschaften gehörten ab da zu den wichtigsten Verwaltungsregionen des vereinigten Königreichs Polen bis zur 2. Teilung Polens 1793.
Nach der Gründung der I. Polnischen Republik, 1569, wurde eine Großprovinz namens Großpolen geschaffen, die außer der namengebenden Landschaft auch Masowien und das Königliche Preußen umfasste.